# Pregelwiesen
Pregelwiesen oder Bürgerwiesen war ein Stadtteil von Königsberg (Preußen), östlich der Lomse, des Sackheimer Tor und der Wiesenwallstraße gelegen.

## Name
Der Name beschreibt die kaum besiedelbare und ständig von Überschwemmung bedrohte Auenlandschaft des Pregels, die den Bauern als Heuwiesenwirtschaft und den Städtern als Naherholungsgebiet diente.

## Geschichte
Der Pregel teilt sich etwa zwölf Kilometer östlich von Königsberg beim Dorf Steinbeck (Samland) (russ. Rybnoje) in zwei Arme. Nördlich fließt der Neue Pregel oder Lipza oder samländischer Pregel, südlich nimmt der Alte Pregel oder Natangische Pregel seinen Lauf. Auf dieser „Insel“ liegen die Pregelwiesen. Beide Pregelarme vereinigen sich vor dem Kneiphof, um sich dann wieder zur Dominsel zu teilen.
Im Jahre 1802 waren die Pregelwiesen noch gänzlich unbesiedelt. Vom Schlachthof an der Holzbrücke führte eine Gasse parallel zum südlichen Ufer des Neuen Pregel. Hier gab es die "Altstädtischen Holzwiesen". Am Nordufer des Pregels lagen im Stadtteil Sackheim die "Königlichen Holzwiesen bis hin zu der Pregel-Sperre "Litthauischer Baum" am östlichen Stadtwall. Der Königsberger Stadtplan von 1931 zeigt dagegen eine schwache Bebauung und Entwässerungsteiche.